# Quận Phillips, Colorado
Quận Phillips là một quận thuộc tiểu bang Colorado, Hoa Kỳ.
Quận này được đặt tên theo R.O. Phillips, một thư ký của công ty Lincoln Land Company, người đứng ra tổ chức nhiều thị trấn ở Colorado. Theo điều tra dân số của Cục điều tra dân số Hoa Kỳ năm 2010, quận có dân số 4442 người. Quận lỵ đóng ở Holyoke.

## Địa lý
Theo Cục điều tra dân số Hoa Kỳ, quận có diện tích 1780 km2, trong đó có 0.26 km2 là diện tích mặt nước.